# Terrell Owens
Pour les articles homonymes, voir Owens.
Pro Football Hall of Fame 2018
(en) Statistiques sur pro-football-reference
Terrell Eldorado Owens, surnommé T.O., né le 7 décembre 1973 à Alexander City en Alabama, est un sportif proifessionnel américain de football américain qui a évolué au poste de wide receiver dans la National Football League (NFL).
Sélectionné dans la meilleure équipe de la saison avec trois équipes différentes, Owens est reconnu comme l'un des meilleurs joueurs à son poste. Cependant, sa personnalité controversée en dehors des terrains et sa forte propension à la provocation verbale lui ont valu de nombreuses critiques.

## Biographie

### Jeunesse
Terrell Owens naît le 7 décembre 1973 à Alexander City dans l'Alabama de l'union de L.C. Russel et Marilyn Heard. Sa mère donne naissance à Terrell alors qu'elle n'a que 16 ans. Il est principalement élevé par sa grand-mère, une femme stricte qui limite ses sorties. Terrell découvre l'identité de son père à l'âge de 11 ans, lorsqu'il tombe amoureux de sa voisine d'en face, et que le père de cette voisine lui déclare être son père et qu'il ne peut être amoureuse de sa sœur.
Owens était au lycée Benjamin Russell où il excelle dans différents sports : au football américain, au basket-ball, au baseball et en athlétisme.
Il montre rapidement un attachement à Jerry Rice, son joueur favori, qui est un wide receiver associé à Joe Montana dans les meilleurs années de la franchise avec trois Super Bowl gagnés.

### Carrière universitaire
Étudiant pour l'Université du Tennessee à Chattanooga, il devient une vedette universitaire dans deux sports : au football américain et au basket-ball et fait également partie de l'équipe d'athlétisme de l'université. Ses débuts au football américain ne sont pas remarqués pour les Mocs évoluant dans la NCAA Division I FCS, il n'est pas un athlète reconnu. Son entraîneur se bat contre ses réguliers retards et absences aux entraînements. Fin physiquement, il ne pèse que 80 kilos. Il devient titulaire lors de sa deuxième saison universitaire. Il réceptionne 38 passes pour 724 yards avec huit touchdowns. Sixième homme de l'équipe de basket-ball, il joue le tournoi national universitaire 1995, aussi connu sous le nom de March Madness, et est éliminé au premier tour. Son entraîneur universitaire, Budd Green lui conseille de sacrifier sa passion pour le basket-ball pour passer plus de temps en salle de musculation, ce qu'Owens accepte. Il se muscle rapidement et attire l'intérêt des recruteurs de la National Football League, notamment ceux des 49ers de San Francisco. Vu comme une menace sérieuse à sa dernière année, il est marqué chaque semaine par deux joueurs, limitant ses possibilités de briller.

### Carrière professionnelle

#### 49ers de San Francisco (1996-2003)
Owens est sélectionné au 89e rang au troisième tour de la draft 1996 de la NFL par les 49ers de San Francisco, la franchise de son idole Jerry Rice. Owens se montre particulièrement agile et sa vitesse de pointe en fait un bon joueur malgré son repêchage relativement tardif.
Il commence à jouer dans l'équipe spéciale puis au fur et à mesure prend de l'importance dans l'équipe. Lors de la saison 1997 de la NFL, il fait partie des grands noms de l'équipe, notamment après la blessure de Rice, il devient l'une des cibles préférées du quarterback Steve Young et l'équipe termine la saison avec treize matchs gagnés, échouant en barrages en phase finale contre les Packers de Green Bay.
La saison 1998 de la NFL est une cruelle désillusion avec seulement quatre matchs gagnés. Young prend sa retraite en 1999 et est remplacé par le quarterback Jeff Garcia. La saison 2000 de la NFL est décevante, mais le 17 décembre 2000, il réussit vingt réceptions en un match contre les Bears de Chicago, brisant un précèdent record vieux de cinquante ans de Tom Fears.
La saison 2001 de la NFL est une bonne année avec douze victoires, mais les 49ers échouent encore en barrages contre les Packers. Owens s'illustre par la célébration de ses touchdowns contre les Cowboys de Dallas, lorsqu'il place le ballon au centre du terrain, sur l'étoile symbole des Cowboys, suscitant l'énervement de ses adversaires et de leurs supporteurs. Son entraîneur, Steve Mariucci, le suspend pour la rencontre suivante pour son comportement. La saison suivante est marquée par un retour au score de 24 points contre les Giants de New York, notamment grâce à l'impulsion du couple Garcia - Owens. Malgré cette bonne saison, l'entraîneur principal Steve Mariucci est renvoyé.
À la suite de la saison 2003 de la NFL, Owens décide de quitter les 49ers. Immédiatement après la rupture de tous les liens pour les 49ers, Owens a donné dans une interview pour le magazine Playboy, où il crée une controverse après avoir insinué que Jeff Garcia est homosexuel.
Son départ est complexe, Owens ayant dépassé la date limite de départ. Les 49ers le croyant encore sous contrat essaient de l'échanger aux Ravens de Baltimore contre un choix de repêchage au prochain draft. Owens négocie en tant qu'agent libre un contrat chez les Eagles de Philadelphie. Un arbitrage permet de régler un échange entre les 49ers et les Eagles.

#### Eagles de Philadelphie (2004-2005)
Juste avant son arrivée, Owens publie son autobiographie Catch This! Going Deep with the NFL's Sharpest Weapon''.
La saison 2004 de la NFL est très bonne avec 13 match gagnés mais le 19 décembre 2004, un plaquage « Horse-collar tackle » de Roy Williams lui provoque une blessure. Cette blessure est notamment à l'origine de l'interdiction de ce type de tacle quelques mois plus tard. Les Eagles échouent, malgré la participation d'Owens pas tout à fait remis de sa blessure, au Super Bowl XXXIX contre les Patriots de la Nouvelle-Angleterre. Owens critique les médias, considérant que son effort de jouer blessé n'est pas suffisamment reconnu alors qu'un joueur comme « Brett Favre aurait reçu des éloges pour cela ».
En 2005, Owens change d'agent et renégocie son contrat. Il déclare qu'il « n'avait pas été le gars qui fut fatigué au Super Bowl » et cette remarque sème une grande controverse, car beaucoup estiment qu'elle est destinée au quarterback des Eagles Donovan McNabb. Ceci engendre un conflit important entre les deux joueurs.
Au cours de la saison, Owens continue d'exprimer son mécontentement. Après ses déclarations, Owens est suspendu sans salaire quatre matchs et puis mis à pied pour le reste de la saison. Le 14 mars 2006, il est laissé libre par les Eagles de Philadelphie.

#### Cowboys de Dallas (2006-2008)
Quatre jours après son départ des Eagles de Philadelphie, Terrell Owens signe un contrat de trois saisons pour un montant de 25 millions de dollars avec les Cowboys de Dallas de Jerry Jones. De nombreux supporteurs sont en colère à la suite de la signature d'Owens, notamment parce qu'en 2000, il s'est moqué de l'étoile symbole des Cowboys en dansant dessus après deux touchdowns. Il retrouve dans la franchise texane Roy Williams qui l'avait blessé auparavant.
Le 27 septembre 2006, les médias relaient une tentative de suicide de Terrell Owens en ingérant volontairement une overdose d'hydrocodone, analgésique narcotique. Un premier rapport de police semble confirmer cette version et affirment que son agent, Kim Etheredge, l'a trouvé avec des pilules dans la bouche, inanimé. Le lendemain de cet incident, après avoir quitté l'hôpital, Owens tient une conférence de presse lors de laquelle il réfute cette version et affirme qu'il s'agit uniquement d'une réaction allergique et non une tentative de mettre fin à ses jours.
Après la rencontre contre les Falcons d'Atlanta le 16 décembre, le cornerback des Falcons DeAngelo Hall affirme qu'Owens lui a craché dessus au début de la rencontre. Owens confirme son acte aux journalistes après la rencontre et s'excuse pour son comportement. Hall annonce qu'il a perdu tout respect pour son adversaire. Sans preuve vidéo, la National Football League sanctionne tout de même Owens à payer une amende de 35 000 dollars.
Il souffre d'une blessure à un doigt nécessitant une opération, mais il prend le risque de continuer à jouer, repoussant l'opération en fin de saison.
Son contrat est rompu à l'issue de la saison 2008 par la direction de Dallas, malgré des résultats convaincants sur le terrain et une troisième consécutive à plus de 1 000 yards.

#### Fin de carrière nomade (2009-2012)
Le 7 mars 2009, Terrell Owens signe avec les Bills de Buffalo un contrat d'un an pour 6,5 millions de dollars. Il est alors l'un des plus importantes acquisitions de la franchise des Bills et doit être l'option principale à la passe du jeune quarterback Trent Edwards. À son arrivée à l'aéroport, Owens draine une importante foule venue l'accueillir.
En juillet 2010, Terrell Owens rejoint les Bengals de Cincinnati. Il achète le droit de porter le numéro 81 à une autre recrue des Bengals, Antonio Bryant, pour un montant confidentiel. Lors de la quatrième semaine de la saison 2010, il réceptionne pour 222 yards et inscrit un touchdown contre les Browns de Cleveland. En décembre, il est placé sur la liste des blessés pour la première fois de sa carrière. Il souffre d'une sévère blessure au ligament croisé en avril 2011, limitant l'intérêt des équipes de la ligue.
Devant l'impossibilité de trouver une équipe en National Football League, T.O. signe un contrat avec l'équipe des Twisters de l'Arkansas pour jouer une saison de football américain en salle. En janvier 2012, il rejoint même le groupe de propriétaires de l'équipe. Après une saison, Owens est libéré par l'équipe du fait de son manque d'implication sur et en dehors des terrains.
En août 2012, Owens accepte un contrat d'une saison au salaire minimum avec les Seahawks de Seattle. Il réussit à convaincre la franchise de lui offrir cette opportunité après un essai réussi lors duquel il court un sprint de 40 yards en 4,45 s à l'âge de 38 ans. Vingt jours plus tard, Seattle met fin au contrat d'Owens qui se retrouve de nouveau sur le marché des joueurs libres. Il déclare depuis ne pas avoir pris officiellement sa retraite et qu'il continue à s'entretenir avec des joueurs de NFL,.

## Palmarès NFL
Terrell Owens a inscrit 147 touchdowns dont 144 à la réception. Dans sa carrière, il a accumulé 14 951 yards sur 1 006 réceptions ainsi que 251 yards à la course, trois touchdowns à la course. Il est au moment de sa retraite en 2012, le troisième meilleur marqueur de touchdowns en carrière derrière Jerry Rice et Randy Moss et le deuxième en yards derrière Jerry Rice.
Régulier tout au long de sa carrière, il a réussi neuf saisons à plus de 1 000 yards, dont cinq consécutives entre 2000 et 2004. Lors de la saison 2002, il atteint 100 réceptions en seulement 14 matchs. Lors des saisons 2001, 2004 et 2007, il marque un touchdown par match de moyenne.
Sélectionné six fois pour le Pro Bowl (2000, 2001, 2002, 2003, 2004 et 2007), il est le premier et à ce jour le seul joueur à avoir marqué un touchdown à toutes les équipes de la National Football League.

## Statistiques
| Année              | Équipe                 | MJ  |       | Passes réceptionnées | Passes réceptionnées | Passes réceptionnées | Passes réceptionnées |       | Courses | Courses | Courses | Courses |  | Fumbles | Fumbles |
| Année              | Équipe                 | MJ  | Nb.   | Yards                | Moy.                 | TD                   | Nb.                  | Yards | Moy.    | TD      | Nb.     | Perdus  |  |         |         |
| 1996               | 49ers de San Francisco | 16  | 035   | 0 520                | 14,9                 | 04                   | -                    | -     | -       | -       | 1       | 1       |  |         |         |
| 1997               | 49ers de San Francisco | 16  | 060   | 0 936                | 15,6                 | 08                   | -                    | -     | -       | -       | 1       | 0       |  |         |         |
| 1998               | 49ers de San Francisco | 16  | 067   | 1 097                | 16,4                 | 14                   | 4                    | 53    | 13,3    | 1       | 1       | 1       |  |         |         |
| 1999               | 49ers de San Francisco | 14  | 060   | 0 754                | 12,6                 | 04                   | -                    | -     | -       | -       | 1       | 1       |  |         |         |
| 2000               | 49ers de San Francisco | 14  | 097   | 1 451                | 15,0                 | 13                   | 3                    | 11    | 03,7    | 0       | 3       | 2       |  |         |         |
| 2001               | 49ers de San Francisco | 16  | 093   | 1 412                | 15,2                 | 16                   | 4                    | 21    | 05,3    | 0       | 0       | 0       |  |         |         |
| 2002               | 49ers de San Francisco | 14  | 100   | 1 300                | 13,0                 | 13                   | 7                    | 79    | 11,3    | 1       | 0       | 0       |  |         |         |
| 2003               | 49ers de San Francisco | 15  | 080   | 1 102                | 13,8                 | 09                   | 3                    | - 2   | - 0,7   | 0       | 0       | 0       |  |         |         |
| 2004               | Eagles de Philadelphie | 14  | 077   | 1 200                | 15,6                 | 14                   | 3                    | - 5   | - 1,7   | 0       | 2       | 1       |  |         |         |
| 2005               | Eagles de Philadelphie | 07  | 047   | 0 763                | 16,2                 | 06                   | 1                    | 02    | 02,0    | 0       | 2       | 1       |  |         |         |
| 2006               | Cowboys de Dallas      | 16  | 085   | 1 180                | 13,9                 | 13                   | -                    | -     | -       | -       | 0       | 0       |  |         |         |
| 2007               | Cowboys de Dallas      | 15  | 081   | 1 355                | 16,7                 | 15                   | 1                    | 05    | 05,0    | 0       | 0       | 0       |  |         |         |
| 2008               | Cowboys de Dallas      | 16  | 069   | 1 052                | 15,2                 | 10                   | 7                    | 33    | 04,7    | 0       | 1       | 1       |  |         |         |
| 2009               | Bills de Buffalo       | 16  | 055   | 0 829                | 15,1                 | 05                   | 6                    | 54    | 09,0    | 1       | 1       | 0       |  |         |         |
| 2010               | Bengals de Cincinnati  | 14  | 072   | 0 983                | 13,7                 | 09                   | -                    | -     | -       | -       | 0       | 0       |  |         |         |
| Totaux en carrière | Totaux en carrière     | 219 | 1 078 | 15 934               | 14,8                 | 153                  | 39                   | 251   | 6,4     | 3       | 11      | 7       |  |         |         |

## Pour approfondir

### Filmographie
- (en) A Football Life : Terrell Owens, avec Terrell Owens, NFL Network, 9 octobre 2015, 43 minutes.